# Zhao Bandi
Pour les articles homonymes, voir Bandi.
Dans ce nom, le nom de famille, Zhao, précède le nom personnel.
Zhao Bandi (chinois: 赵半狄) est un artiste contemporain chinois. Ses œuvres sont des photographies ou des montages photographiques reprenant souvent des paradigmes de la publicité et des outils de propagande publique chinois. On retrouve un personnage récurrent, le panda, au travers de ses œuvres.
Le 20 mars 2009, la Galerie Guy Pieters et Henry Périer, Commissaire de l'événement, organisent au Palais de Tokyo le fashion show de Zhao Bandi.